# Ligota (Wrocław)
|  |
|  |

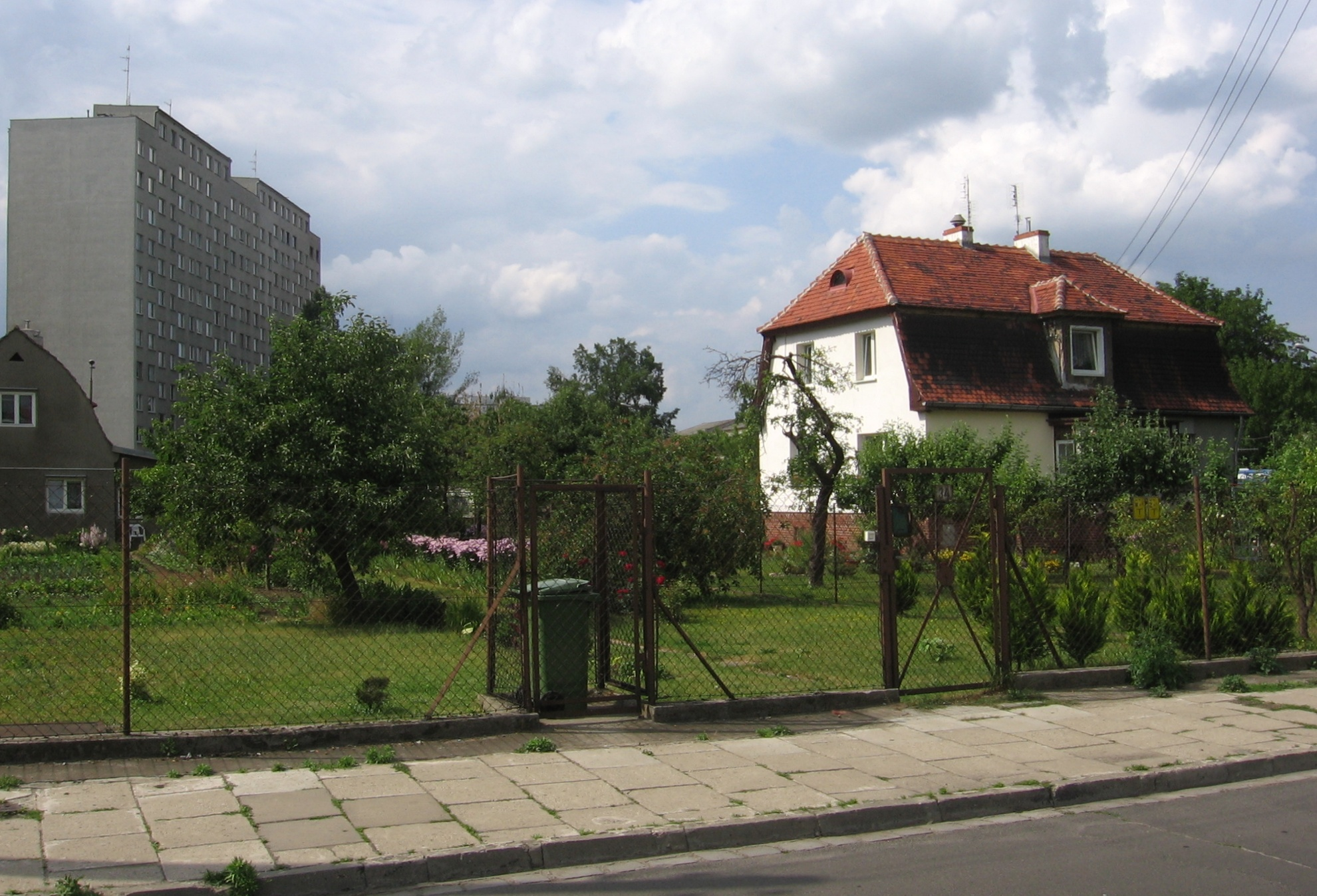
ul.Czeska – historyczna Ligota

Ligota (niem. Sternsiedlung Rosenthal, także Elgot lub Lgot) – osiedle Wrocławia w byłej dzielnicy Psie Pole, część osiedla Różanka. Obszar starorzecza Odry, od XIII wieku wykorzystywany jako miejskie pastwiska. Pierwotnie nazwą tą określano okolicę położoną pomiędzy dzisiejszą ulicą Obornicką i zlokalizowanymi tam koszarami a cmentarzem Osobowickim, m.in. w otoczeniu znajdującego się tam jeziora Ligockiego oraz małe osiedle domów jednorodzinnych wybudowane na początku XX wieku na południe od tego jeziora. Tereny tutejsze przyłączono do miasta w roku 1928, na planie z 1936 między dzisiejszą ulicą Jugosłowiańską a Obornicką, w rejonie Bezpiecznej zaznaczona jest cukrownia. Plan z 1948 lokalizuje Ligotę właśnie w tym miejscu. Na późniejszych mapach (m.in. z 1957 i 1979) Ligota zaznaczana jest nieco dalej na północny wschód, w czworoboku ulic Obornickiej, Paprotnej, Żmigrodzkiej i Ligockiej. Cały ten kwartał zajmowały wówczas i nadal zajmują bazy transportowe, magazyny, warsztaty i niewielkie zakłady przemysłowe i rzemieślnicze. Uchwała rady miasta Wrocławia z roku 2004 wyłącza jednak z Ligoty ten teren, przypisując tę nazwę tylko obszarowi – również o przeważającej zabudowie przemysłowej – znajdujący się nieco dalej na północ, wzdłuż ulicy Irysowej, od północy graniczący z Lipą Piotrowską i Widawą.
Ustalenia te sprzeczne są jednak z historycznym znaczeniem tej nazwy i z występującymi na współczesnych planach Wrocławia (m.in. z 1999 i 2005) oznaczeniami, na których Ligota lokalizowana jest w bezpośrednim sąsiedztwie jeziorka Ligockiego (na południe) – na terenie wspomnianego poprzednio zgrupowania domków jednorodzinnych przy ulicach Czeskiej, Morawskiej i sąsiednich oraz znajdującego się obok zgrupowania bloków z wielkiej płyty przy ul. Jugosłowiańskiej i Chorwackiej.